# جون باول (لاعب كرة قدم أسترالية)
جون باول (بالإنجليزية: John Powell)‏ هو لاعب كرة قدم أسترالية أسترالي، ولد في 11 مارس 1937.

## وصلات خارجية
- جون باول على موقع AustralianFootball.com (الإنجليزية)
- جون باول على موقع AFLtables.com (الإنجليزية)